# Villa Badoer
A Villa Badoer é um palácio italiano, ou Villa, construído em 1557 na localidade de Fratta Polesine, Veneto, no vale do Rio Pó, por Andrea Palladio para Francesco Badoer de Veneza. Baldoer era um homem sem relevância pública, mas descendente de uma ilustre família da Sereníssima, e unido por casamento à família Loredan, ao contrair matrimónio com Lucetta, filha de Francesco Loredan. A villa foi renovada no final do século XX.
A Villa Badoer foi construida sob os fundamentos de um velho castelo medieval, poupando dinheiro, e dando um suave destaque ao cenário. Uma larga, alta e impositiva escadaria de entrada, leva majestaticamente à porta principal do palácio impondo respeito ao visitante.  Esta foi a primeira vez que Palladio usou o seu frontão de templo completamente desenvolvido na fachada de uma villa.

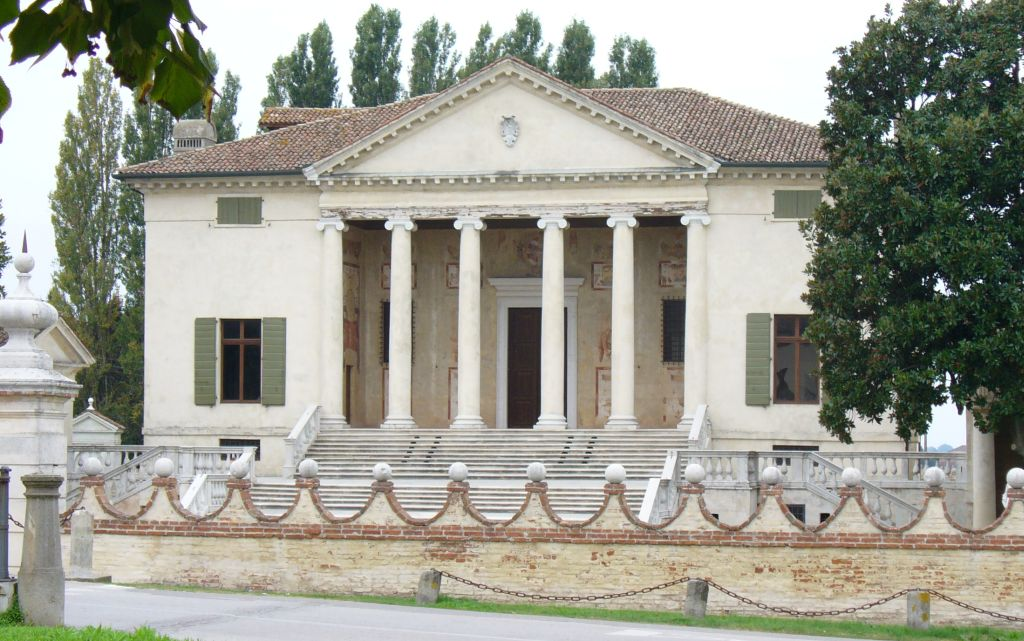
Fachada da Villa Badoer.

O palácio é enquadrado por duas alas semi-circulares com arcadas, ou loggias curvas, as quais albergavam, originalmente, actividades agrícolas, pois eata era um verdadeira villa de trabalho, como a Villa Emo e várias outras desenhadas por Palladio. Ao contrário do que acontece noutras villas de Palladio, as alas aqui não chegam a tocar o edifício principal, estando colocadas suavemente em frente deste. É de notar que as loggias curvas têm o efeito de um abraço ao visitante que chega ao palácio. Vasari achou que elas eram lindas, e até fantásticas. De acordo com Palladio, o interior é ricamente decorado com "originais e brilhantes"  afrescos, feitos por Giallo Fiorentino. Críticos de arquitectura como Witold Rybczynski pensam que o interior é partcularmente pequeno e inexpressivo, em comparação com o que ele considera um grandioso e impressionante exterior.
Como na maior parte dos palácios desenhados por Palladio, o sótão é um celeiro, o piso térreo é onde todas as divisões habitáveis (para dormir, comer, etc.) estão localizadas, e o destacado porão usado para armazém e para salas de serviço, tais como a cozinha.
A planta da Villa Badoer apresentada no Quattro libri, de Palladio, é algo diferente do edifício que foi, realmente, construido. Por exemplo, não existe pórtico nas traseiras e o telhado é diferente.
A Villa Badoer está classificada pela Unesco, desde 1996, como Património da Humanidade, inserida no conjunto Cidade de Vicenza e Villas de Palladio no Véneto.